# PRINCE2
PRINCE2 (Projects In Controlled Environments – Projekty w sterowanym środowisku) – metodyka zarządzania projektami oparta na produktach. Zastosować ją można do zarządzania i sterowania projektami wszelkiego rodzaju i wszelkiej wielkości.

## Historia
U źródeł metodyki PRINCE2 leży PROMPT (Project Resource Organisation Management Planning Technique) metodyka prowadzenia projektów informatycznych opracowana przez firmę prywatną Simpact Systems Limited w połowie lat 70. Na zamówienie rządowe wzbogacono metodykę o kwestię zarządzania jakością. Część standardu pod nazwą PROMPT II została w 1983 r. wprowadzona w jednostkach administracji rządowej Wielkiej Brytanii. Po wykupieniu praw do metodyki PROMPT przez firmę LBMS, w 1989 r. brytyjska agencja rządowa Central Computer and Telecommunications Agency (CCTA) opublikowało standard pod nową nazwą – PRINCE i wskazała jako zbiór najlepszych praktyk zarządzania projektami informatycznymi. Wkrótce jednak metodyka zaczęła być stosowana także poza obszarem IT.
PRINCE2 został opublikowany po raz pierwszy w 1996 r. jako ogólna metoda zarządzania projektami niezależna od dziedziny biznesowej zastosowania. PRINCE2 szybko zdobywał popularność i stał się standardem de facto w Wielkiej Brytanii. Zyskuje też coraz szersze uznanie na całym świecie stanowiąc główną alternatywę (nie wykluczającą) dla metodyki PMBOK instytutu PMI. Ostatnie zmiany zostały opublikowane w 2005 przez Office for Government Commerce (OGC) – następcę CCTA.
W 2009 roku została opublikowana nowa wersja.
W 2017 roku na podstawie doświadczeń wielu specjalistów z zakresu zarządzania projektami AXELOS po raz kolejny zaktualizował metodykę PRINCE2. Nowa wersja kładzie szczególny nacisk na dostosowanie sposobu zarządzania projektem do sytuacji, w której ma ono miejsce i jest poparta licznymi przykładami. W nowej edycji pojawiły się również wymogi metodyki PRINCE2 dla poszczególnych tematów, co stanowi rozwinięcie nakazowych pryncypiów. Dokumentacja tego wydania metodyki została opublikowana w 2018 roku.

## Właściwości projektu realizowanego według PRINCE2
- Określony i skończony czas trwania
- Zdefiniowane i mierzalne produkty biznesowe (wyniki projektu)
- System działań niezbędnych do budowy produktów biznesowych
- Określona pula zasobów
- Struktura organizacyjna z zakresem obowiązków każdej z ról niezbędnej do zarządzania projektem

## Siedem pryncypiów
PRINCE2 opiera się na 7 pryncypiach (zasadach). Jeżeli projekt nie stosuje się do któregokolwiek z nich to nie jest on zarządzany zgodnie z metodyką PRINCE2. Siedem pryncypiów to:
1. ciągła zasadność biznesowa,
2. korzystanie z doświadczeń,
3. zdefiniowane role i obowiązki,
4. zarządzanie etapowe,
5. zarządzanie z wykorzystaniem tolerancji,
6. koncentracja na produktach,
7. dostosowanie do warunków projektu.

## Siedem tematów (ang.themes)
Tematy PRINCE2 określają aspekty zarządzania projektem, którymi należy zajmować się w trakcie projektu. Każdemu z tematów Kierownik Projektu poświęca uwagę. Muszą one być dostosowane do skali, charakteru i złożoności danego projektu. Poniżej 7 tematów wraz z podstawowym pytaniem, na który dany temat odpowiada:
1. Uzasadnienie Biznesowe. (Dlaczego?)
2. Organizacja. (Kto?)
3. Jakość. (Co?)
4. Plany. (Jak? Za ile? Kiedy?)
5. Ryzyko. (Co jeżeli?)
6. Zmiana. (Jaki jest wpływ?)
7. Postępy. (Gdzie teraz jesteśmy? Dokąd zmierzamy? Czy powinniśmy kontynuować?)

## Siedem procesów
PRINCE2 (2009) cechuje podejście procesowe do zarządzania projektem. Definiuje szczegółowo siedem procesów najwyższego rzędu, które z kolei dzielą się na podprocesy:
1. Strategiczne zarządzanie projektem (ZS) – Directing a project (DP)
2. Przygotowanie projektu (PP) – Starting up a project (SU)
3. Inicjowanie projektu (IP) – Initiating a project (IP)
4. Sterowanie etapem (SE) – Controlling a stage (CS)
5. Zarządzanie dostarczaniem produktów (WP) – Managing product delivery (MP)
6. Zarządzanie końcem etapu (ZE) – Managing stage boundaries (SB)
7. Zamykanie projektu (ZP) – Closing a project (CP)

W wersji 2003 był też proces Planowania (PL) – Planning (PL). W Prince 2 (2009) proces planowanie został zlikwidowany, a jego podprocesy zostały włączone do pozostałych 7 procesów.
Projekt zgodny z PRINCE2 musi zawierać co najmniej 2 etapy zarządcze:
- Inicjowanie projektu
- Realizacja projektu

Faza realizacji projektu może być rozbita na etapy realizacyjne.
Procesy Przygotowanie Założeń Projektu, Inicjowanie projektu i Zamykanie projektu to jednocześnie określone fazy cyklu życia projektu. W fazę realizacji projektu wdrożone są procesy Sterowanie Etapem, Zarządzanie Dostarczaniem Produktów i Zarządzanie Końcem Etapu. Proces Strategiczne Zarządzanie Projektem obejmuje cały cykl życia projektu, podczas gdy Planowanie jest aktywny we wszystkich fazach z wyjątkiem ostatniego – Zamykanie projektu.

## Mocne i słabe strony PRINCE2
Mocne strony
- Stosowanie tej metodyki zapewnia wysoką standaryzację i powtarzalność projektów o wspólnym podejściu, terminologii i dokumentacji. Zapewnia to możliwość doskonalenia kompetencji.
- Metodyka w sposób racjonalny opiera się na wybranych praktykach w zarządzaniu projektami.
- Wprowadza management by exception jako podstawową zasadę, która zapewnia Kierownikowi Projektów swobodę działania bez zbędnej ingerencji, zapewniając jednocześnie zaangażowanie wyższego kierownictwa, wtedy kiedy projekt jest zagrożony wykroczeniem poza granice tolerancji lub przestaje realizować uzasadnienie biznesowe.
- Sprawuje kontrolę nad startem, realizacją i końcem projektu.
- Każdy z dokumentów wymaganych przez PRINCE2 jest dostarczony jako szablon zawierający wymaganą metrykę, rozdziały i pola informacyjne, co zapewnia przejrzystość, standaryzację i kompletność dokumentacji.
- Przewiduje możliwość adaptacji do specjalnych potrzeb organizacji, programu lub projektu.
- Jej stosowanie nie wymaga opłat autorskich.
- Materiały PRINCE2 są opublikowane i szeroko dostępne co ogranicza prace nad wypracowywaniem własnych standardów i przygotowaniem materiałów szkoleniowych.

Słabości
- Bardzo niewiele organizacji w praktyce korzysta z PRINCE2. Popularność, szczególnie w IT zdobyło podejście zwinne, a w kaskadowych projektach praktyki z PMBOK Guide.
- Dużo organizacji cierpi na syndrom PINO (Prince In Name Only, tzn. PRINCE2 tylko z nazwy), wybierając bez głębszej analizy tylko niektóre składniki metodyki nie zwracając uwagi na podstawowe zasady (podobnie jak kilka poniższych zarzutów jest to problem nie metodyki, lecz jej stosowania).
- PRINCE2 kładzie duży nacisk na dokumentowanie jako narzędzie sprawnej kontroli sposobu realizacji projektu. W niektórych organizacjach dokumenty stają się jednak celem samym w sobie, a rzeczywiste projekty kończą się niepowodzeniem. Z tego powodu PRINCE2 oskarżany jest czasem o nadmierną biurokratyzację procesu zarządzania.
- PRINCE2 zwraca uwagę na potrzebę dobrej organizacji i regularną wymianę informacji pomiędzy interesariuszami, co może być odbierane jako zachęta do ciągłych bezproduktywnych spotkań zabierających czas niezbędny na rzeczywistą pracę.
- PRINCE2 nie definiuje wprost analizy wymagań. Jako metodyka wdrożeniowa może prowadzić do niepowodzenia projektu z uwagi na przyjęcie fałszywych założeń (z drugiej strony jasno jest określone, kto ponosi odpowiedzialność za przyjęcie złych założeń i akceptację nietrafnego uzasadnienia biznesowego, a przesłanki tych decyzji są udokumentowane i mogą stanowić nauczkę na przyszłość).
- Zbyt ścisłe przestrzeganie PRINCE2 bez odpowiedniej adaptacji do realiów biznesowych może być zbyt pracochłonne w zastosowaniu do małych projektów.
- Brak wsparcia podejścia zwinnego do zarządzania projektami, wyłącznie kaskadowe.
- Brak uwzględnienia wielu popularnych technik i metod zarządzania projektami, które wymieniają inne standardy, jak IPMA NCB i PMBOK Guide, np. metoda wartości wypracowanej, wiele technik kontroli i planowania jakości, metoda łańcucha krytycznego.
- Koncentracja na perspektywie firmy zamawiającej projekt w relacji z zewnętrznym dostawcą, co wynika z genezy PRINCE2. Brak adekwatnych metod i technik dla sytuacji np. wielu dostawców, realizacji projektu wewnętrznego, realizacji projektu z nieokreślonym lub zmiennym zakresem, w którym celem jest satysfakcja klienta (patrz projekty zwinne, nowe produkty, projekty badawczo-rozwojowe).
- Brak uwzględnienia specyfiki projektów optymalizacyjnych takich, jak Six Sigma.

## Szkolenia PRINCE2
Szkolenia z zakresu zarządzania projektami według metodyki PRINCE2, z wykorzystaniem oficjalnych materiałów szkoleniowych oraz z użyciem logo, mogą być prowadzone wyłącznie przez jednostki akredytowane przez Peoplecert (ATO – Accredited Training Organization).